# EVERLIGHT
「EVERLIGHT」(エヴァーライト)は、日本のロックバンドACIDMANの23枚目のシングル。
カップリングには、セルフカバーシリーズの「second line」として7thアルバム『A beautiful greed』から「±0」をリアレンジ。また16thシングル「I stand free」のアコースティックアレンジを収録。また原曲2曲にテッド・ジェンセンによるリマスタリングが施され再収録されている。

## 概要
- 2014年第一弾シングル。
- ジャケットイラストは小田切佳明氏が描いた作品”光”が使用されている。

## 収録曲
1. EVERLIGHT
レコーディングの際に太陽光発電によるエネルギーを用いた収録が行われている。
マスタリングはニューヨークのSterling Soundにてテッド・ジェンセンにより行われている。
2. ±0 (second line)
7thアルバム『A beautiful greed』収録曲。docomoスゴ得コンテンツにてm-floとコラボしたPVが限定配信。
3. I stand free (acoustic)
16thシングル。7thアルバム『A beautiful greed』収録曲。docomoスゴ得コンテンツにて限定PVが配信。
4. ±0 (Remastering)
7thアルバム『A beautiful greed』収録曲。テッド・ジェンセンによるリマスタリング。
5. I stand free (Remastering)
16thシングル。7thアルバム『A beautiful greed』収録曲。テッド・ジェンセンによるリマスタリング。

全曲作詞：大木伸夫、作曲：ACIDMAN